# Bredenborn
Bredenborn ist eine im Südwesten der Stadt Marienmünster im Kreis Höxter, Nordrhein-Westfalen, gelegene Ortschaft. Mit 1382 Einwohnern (2020) und einer Fläche von über 13 km² ist Bredenborn der größte Ortsteil Marienmünsters und damit größer als der zentraler gelegene Verwaltungssitz Vörden. Laut Hauptsatzung der Stadt Marienmünster vom 3. Februar 2005 wird in Bredenborn ein aus sieben Mitgliedern bestehender Ortsausschuss gebildet. Der Vorsitzende des Ortsausschusses ist derzeit Hermann Müller.

## Geschichte
Die früheste Besiedlung Bredenborns fand vermutlich schon im 7. oder 8. Jahrhundert statt. Erwähnt wurde Bredenborn erstmals im Jahr 1128 unter dem Namen Bredinburne in der Gründungsurkunde des Klosters Marienmünster durch Graf Widekind I. von Schwalenberg. Gleichzeitig übertrug Bischof Bernhard von Paderborn seinen Besitz in Bredenborn an das Kloster. Der Wirtschaftshof des Klosters könnte in der Nähe des Bornteiches gelegen haben. Ab 1138 erhielt das Kloster den Zehnten aus Bredenborn und die leibeigenen Bauern mussten die umliegenden Felder bewirtschaften.

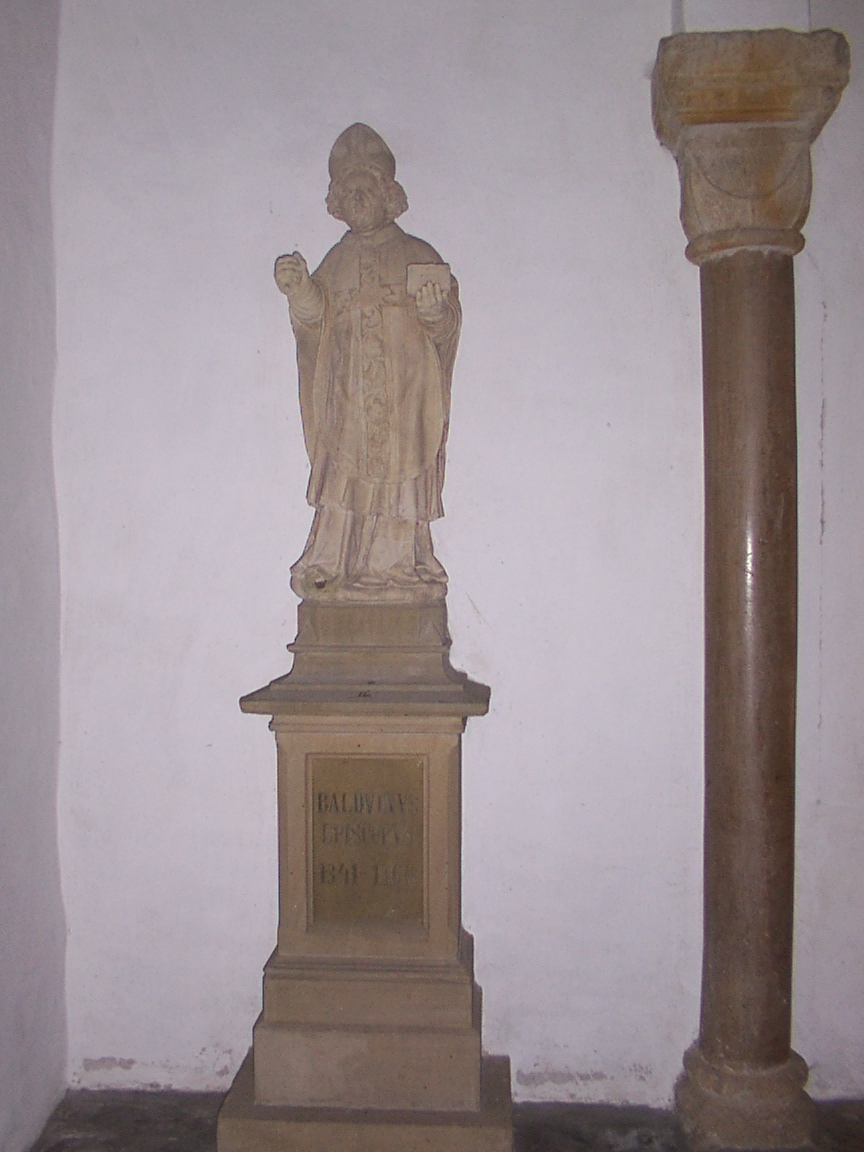
Standbild Bischof Balduins im Paderborner Dom

In der Zeit der Fehden im 14. Jahrhundert ließ Abt Hermann von Mengersen die Burg Bredenborn bauen, und das Dorf wurde gegen Räuber und plündernde Truppen befestigt. Bereits 1323 war der Ort von einer Mauer mit Wassergraben umschlossen. Seinerseits wurde Bredenborn verpflichtet, das Kloster Marienmünster zu schützen und vor Plünderungen zu bewahren, weshalb Bredenborn um 1330 die Stadtrechte erhielt. 1341 übernahm der Paderborner Bischof Balduin von Steinfurt die Herrschaft über Bredenborn, die 200 Jahre zuvor an das Kloster übertragen worden war. 1652 wurde eine Kirche gebaut, die dem Patron Sankt Josef und der Heiligen Agatha geweiht war, und Bredenborn wurde zum selbstständigen Pfarrort. Zur Zeit der Reformation wurden die Mönche in das Kloster zur Glaubenswahrung zurückgerufen, und die Bewohner Bredenborns mussten in dieser Zeit den dortigen Gottesdienst aufsuchen. Damit war gewährleistet, dass die Bredenborner nicht zum lutherischen Glauben konvertierten.
Nach 200 Jahren im klösterlichen und 300 im bischöflichen Eigentum wurde Bredenborn nach 1618 schließlich unter der Herrschaft des Paderborner Domkapitels verwaltet. Zeitweilig war Bredenborn eingenommen von den lutherischen Freiherren von Haxthausen. Nach mehreren Jahren wurde Bredenborn wieder dem bischöflichen Besitz zugeführt. Trotz alledem wurde der größte Teil des umliegenden Landes einbehalten, z. B. die Wälder. Damals galt das Gewohnheitsrecht, dass Dorfbewohner in umliegenden Wäldern Brennholz sammeln durften, was der Freiherr von Haxthausen den Bredenbornern jedoch nur unter großen Kosten erlaubte. Daraufhin „plünderten“ diese den Wald. Nach einem Gerichtsverfahren wurde Bredenborn nur ein Teil des Landes wieder zugestanden. Noch heute gehören große Teile des Waldes dem Freiherrn von Haxthausen.
Wie die benachbarten Gemeinden hatte auch Bredenborn im Dreißigjährigen Krieg unter Truppeneinquartierungen und Plünderungen zu leiden. Der Ort besaß seit 1652 eine Kirche, daneben ein steinernes Amtshaus, einen städtischen Keller sowie ein Schulgebäude. In den Jahren von 1672 bis 1676 gab es Pestepidemien und eine Hungersnot, die 1684 durch anhaltende Dürre entstanden war, Bredenborn aber nicht so traf wie umliegende Gemeinden. Die häufigen Brandkatastrophen dieser Zeit waren allerdings in Bredenborn nicht so verheerend wie häufig in anderen Orten. Das lag möglicherweise an der Bredenbornerischen Feuerordnung von 1746, in der bestimmt wurde, dass den schnellsten Bürgern bei der Brandbekämpfung Prämien gezahlt wurden. Mitte des 18. Jahrhunderts zählte Bredenborn 120 Häuser.

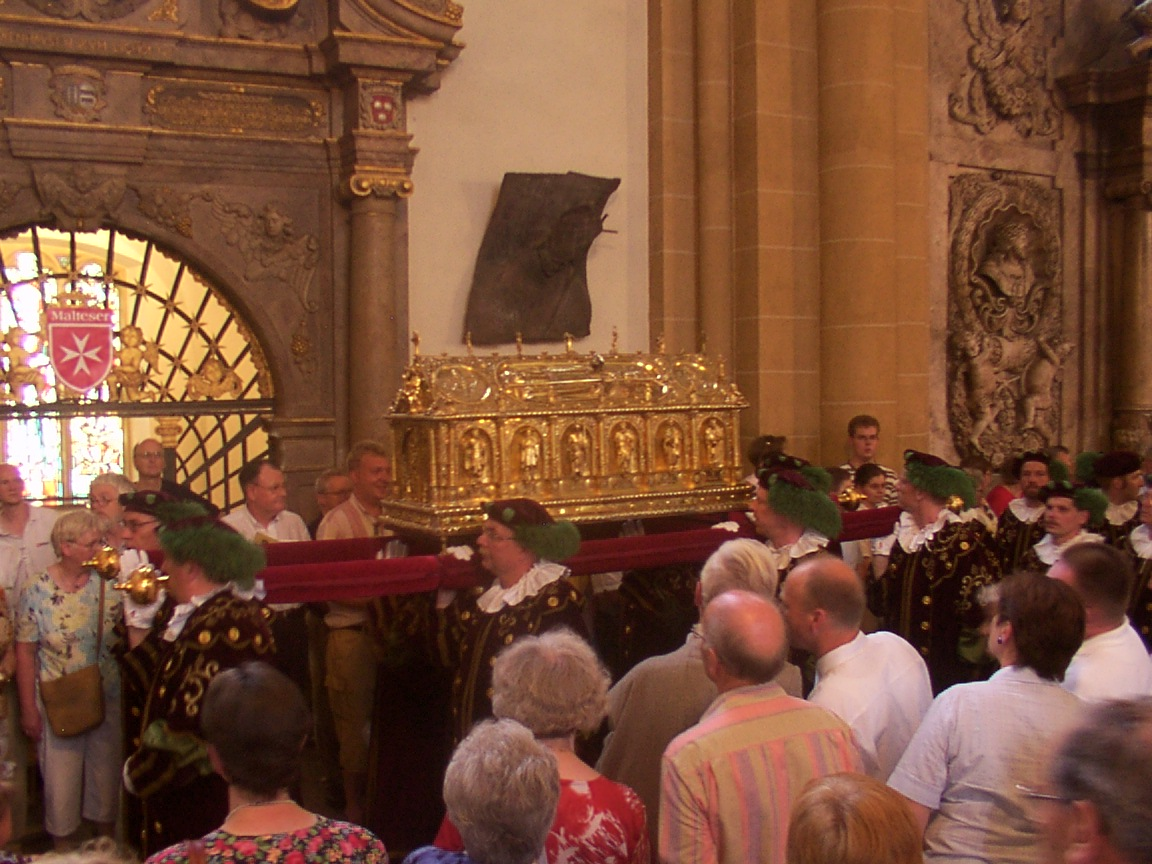
Beisetzung des Liborischreins nach der Festandacht am Dienstag

Infolge der Säkularisation 1802/03 fiel das Hochstift Paderborn vorübergehend an Preußen. Das Paderborner Domkapitel verlor seine Liegenschaften in Bredenborn und die preußische Regierung verfügte die Aufteilung des Vermögens. Im Königreich Westphalen bildete Bredenborn von 1807 bis 1813 eine Gemeinde im Kanton Vörden des Distrikts Höxter im Departement der Fulda. Nach der napoleonischen Niederlage wurde die Stadt 1813 wieder in das Königreich Preußen eingegliedert. 1816 kam Bredenborn zum neuen Kreis Höxter, in dem die Stadt zum Amt Vörden gehörte.
In Bredenborn feierte die Liborianische Bruderschaft im Jahr 1747 das erste Liborifest. Eine Reliquie des Patrons Liborius (Finger) befindet sich in einem Reliquiar in der Pfarrkirche. Die Liborikapelle wurde nach einem Hochwasser im Jahr 1812 errichtet.
Bereits am 10. September 1935 begannen die amtlich organisierten Ausgrenzungen von Juden. Bürgermeister Ahleke und sieben Vertreter des Ortes beschlossen ein Kontaktverbot zu jüdischen Mitbürgern. Ein Großteil der jüdischen Einwohner Bredenborns überlebte die Verfolgung und Deportation nicht. Für alle Juden, die zwischen 1933 und 1945 in Bredenborn wohnten, wurde 2014 in der Ortsmitte ein Gedenkstein errichtet.
Kurz vor dem Ende des Zweiten Weltkriegs, am 5. April 1945, wurde der Ort von US-Soldaten der 83. US-Infanteriedivision eingenommen. Die in dem Ort eingesetzte deutsche Luftwaffenkompanie mit rund 85 Soldaten unter Hauptmann Konrad Pessler verließ erst auf Betreiben von Bürgermeister Ahleke und Dechant Niehaus den Ort, indem diese auf einen alliierten Panzer sitzend durch den Ort fuhren, und leistete kurzen Widerstand in einem angrenzenden Wald.
Die Stadt Bredenborn wurde durch das Gesetz zur Neugliederung des Kreises Höxter vom 2. Dezember 1969 am 1. Januar 1970 mit den anderen zwölf Gemeinden des Amtes Vörden zur Stadt Marienmünster zusammengeschlossen.

### Wappen
| Wappen der ehemaligen Stadt Bredenborn | Blasonierung: „In Silber (Weiß) ein silberner (weißer), von zwei runden, spitz Türmen, besteckt mit goldenen Knäufen und roten Sockeln beseiteter Torbau mit roten Dächern, im goldenen (gelben) Torbogen ein roter Schild mit durchgehendem goldenen (gelben) Kreuz, über ihm als Schildhalter wachsend die blaue Halbfigur eines geharnischten Mannes, der in der Rechten ein silbernes (weißes) Schwert schwingt; auf dem Dach des Torbogens ein goldenes (gelbes) Kreuz.“ |
| Wappen der ehemaligen Stadt Bredenborn | Wappenbegründung: Das Wappen ist traditionell und wird seit dem 18. Jahrhundert geführt. Es zeigt ein Stadttor, welches an die um 1330 verliehenen Stadtrechte erinnern soll. Der kleine Schild steht für die frühere Zugehörigkeit zum Hochstift Paderborn. |

### Banner
|  | 00Banner: „Das Banner ist zweimal gespalten von Rot, Gelb und Blau im Verhältnis 1:2:1 mit dem Wappen oberhalb der Mitte, die beiden äußeren Streifen je zu einem Viertel überdeckend.“ |

## Religion
Die Kirche St. Joseph wurde 1861/1862 auf den Grundmauern der abgerissenen alten Kirche neu errichtet. Die weit überwiegende Zahl der Einwohner ist römisch-katholisch getauft.

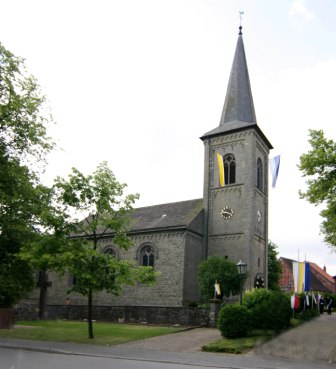
Pfarrkirche St. Joseph
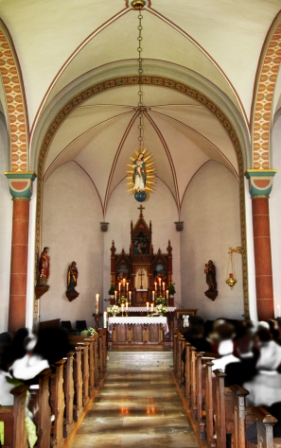
Pfarrkirche St. Joseph
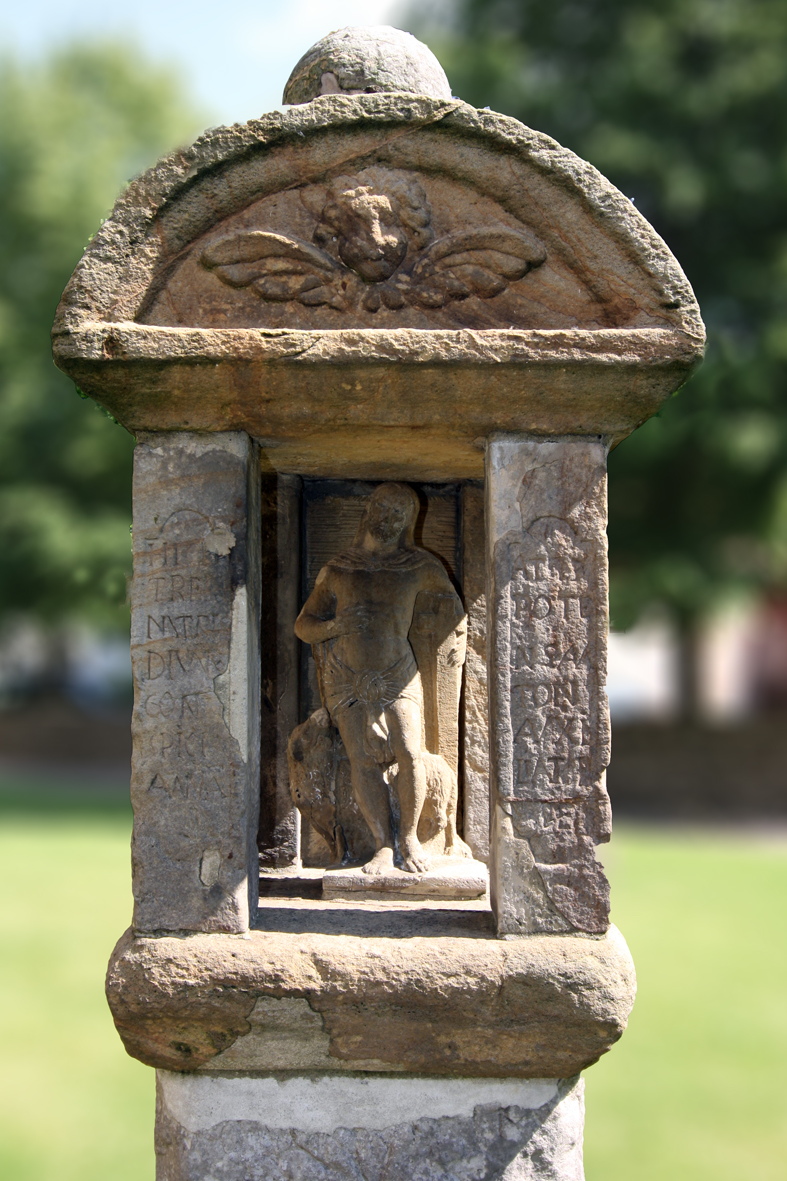
Christusfigur im Garten der Kirche

- Weitere Kapellen in der Ortschaft:

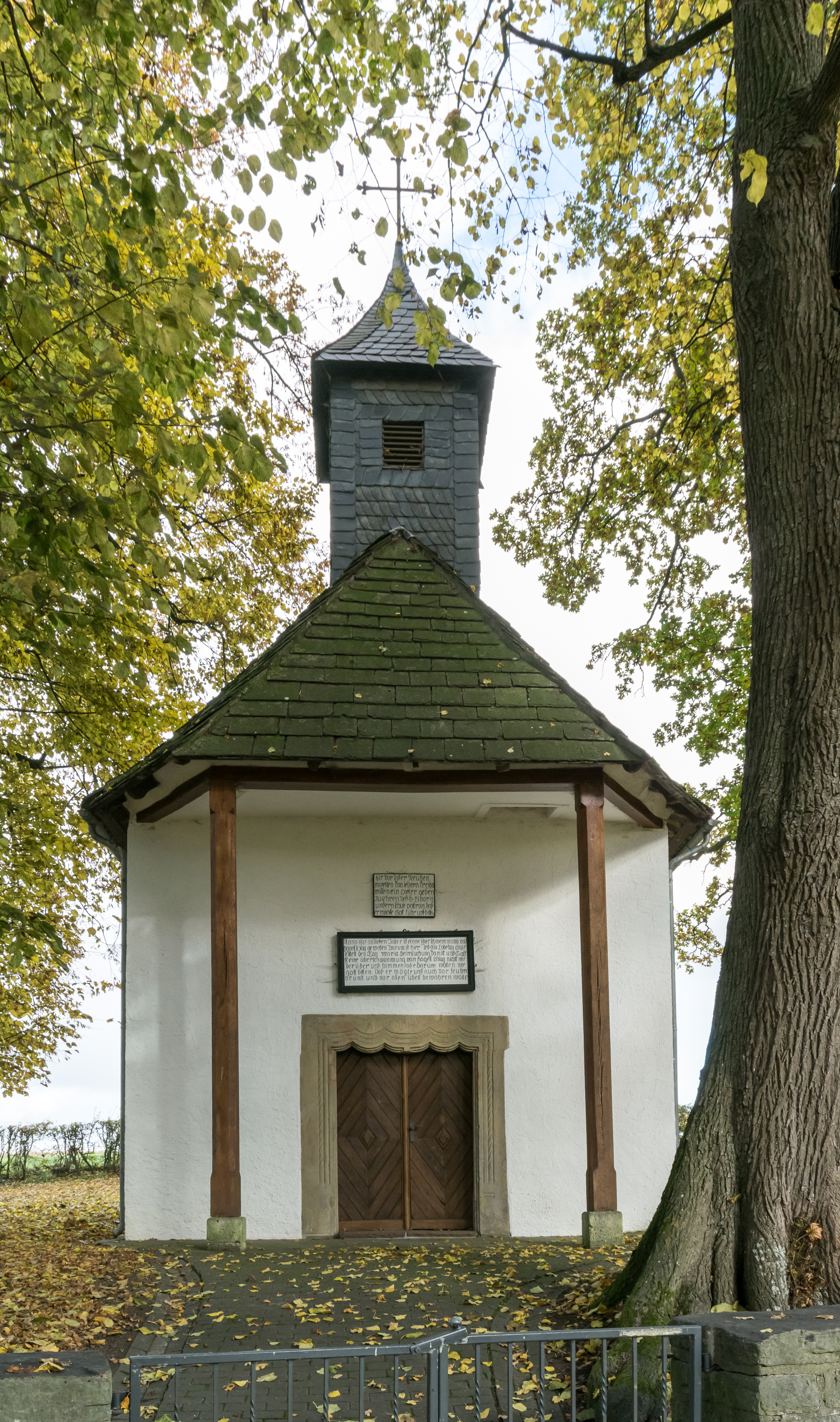
Liborikapelle (2016)
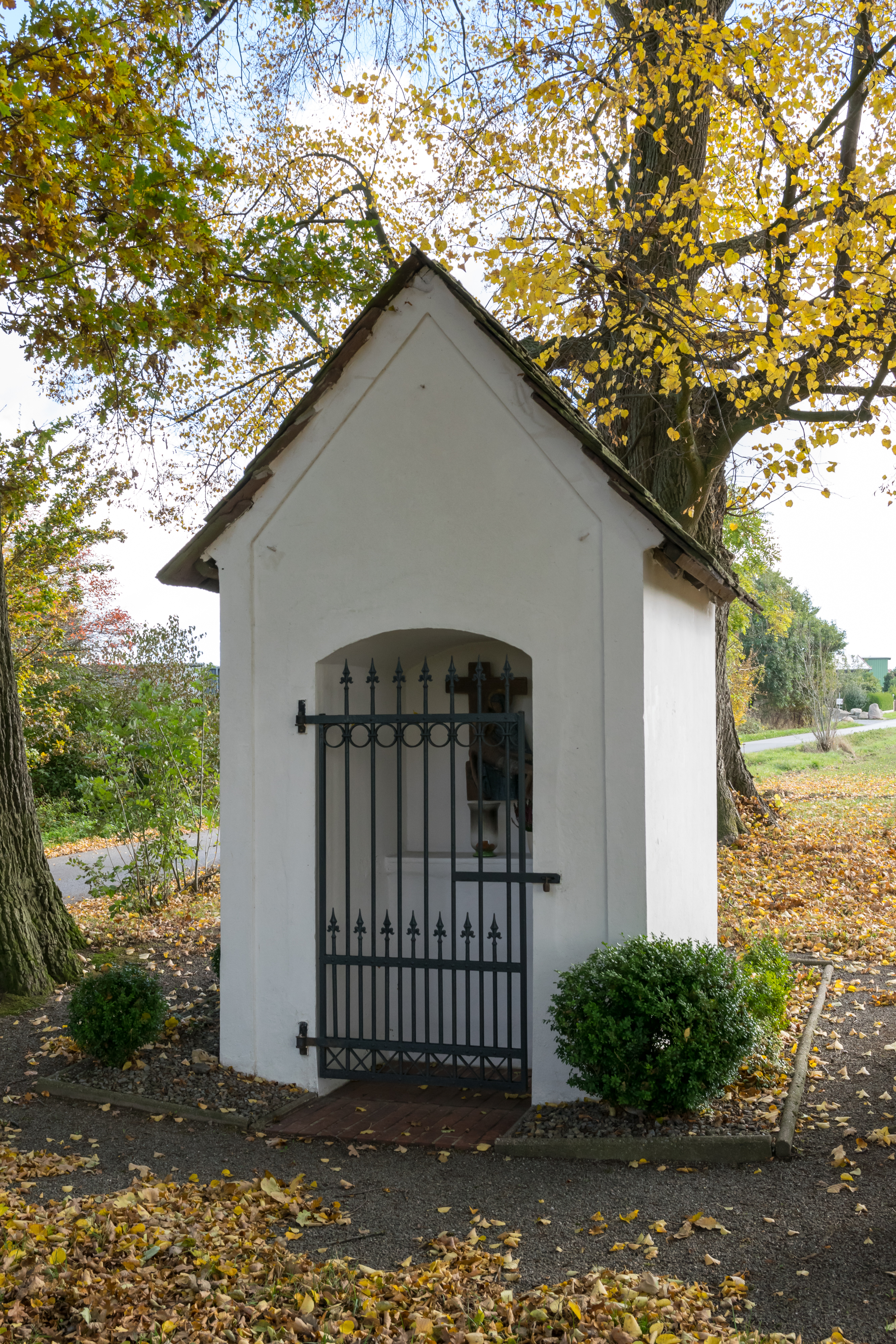
Kapelle am Fahrenberg (2016)
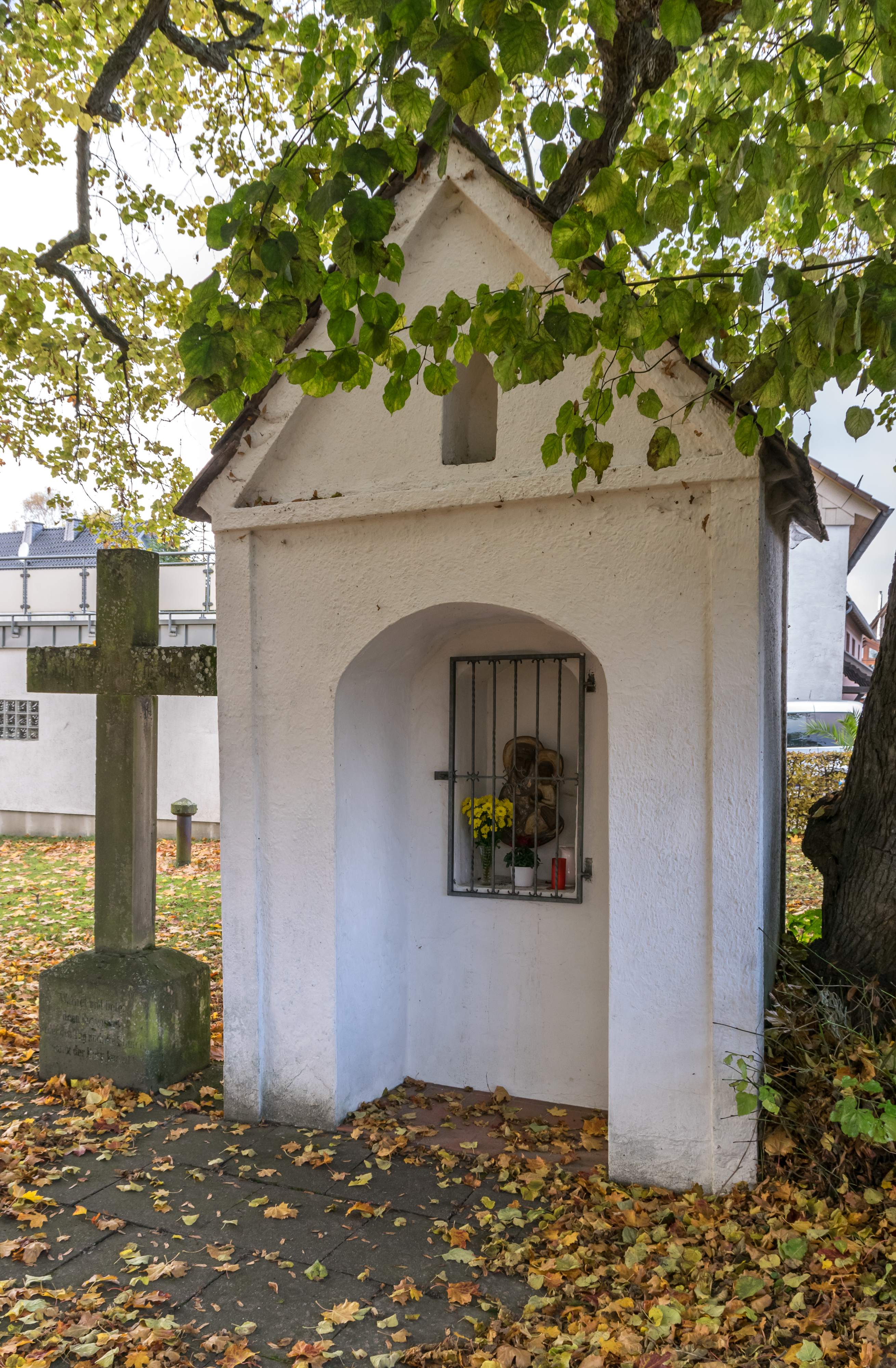
Liebfrauenkapelle (2016)
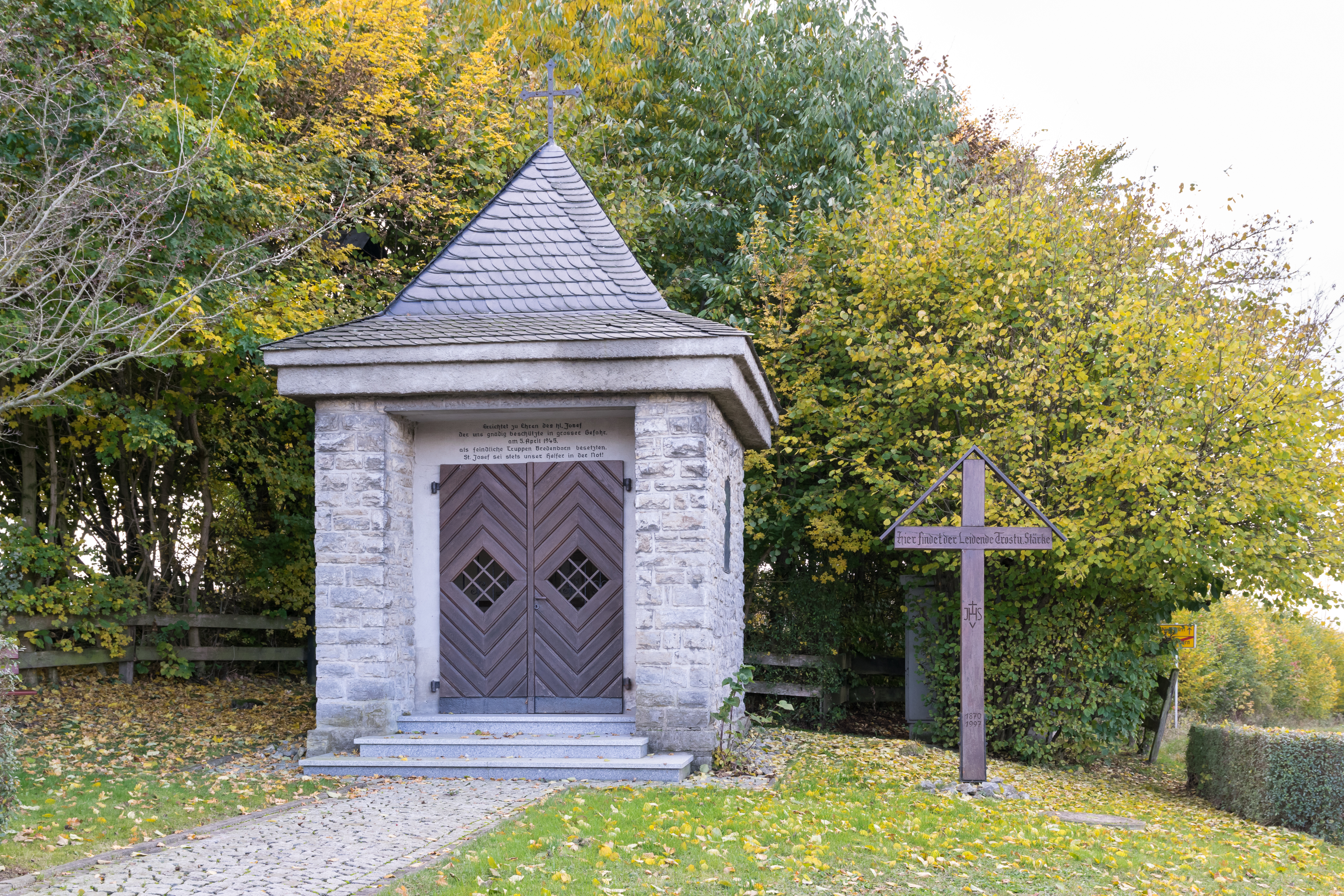
Josefskapelle (2016)

## Verkehr
Die am nächsten gelegenen Bundesstraßen sind die B 239, die von Steinheim kommend nach Höxter das Marienmünsteraner Stadtgebiet von Münsterbrock bis Löwendorf durchquert, sowie im Nachbarort Nieheim die den Kreis Höxter von Nord nach Süd durchquerende B 252 (Ostwestfalenstraße). Die nächsten Autobahn-Anschlussstellen sind Paderborn-Zentrum auf der A 33 und Warburg auf der A 44, die beide rund 45 Kilometer von Bredenborn entfernt sind.

## Bildung
Bis zum Sommer 2015 existierte eine Grundschule, die nach fünfzig Jahren geschlossen wurde. Diese wurde zum Schluss von mehr als 85 Schülern besucht. Des Weiteren gibt es einen Kindergarten in kirchlicher Trägerschaft. Die nächste Hauptschule gibt es in Nieheim, während Realschulen oder Gymnasien in Bad Driburg, Nieheim, Brakel, Höxter oder Steinheim zu besuchen sind.

## Sportanlagen und Freizeiteinrichtungen
In Bredenborn gibt es eine Tennisanlage, einen Sportplatz, vier Kinderspielplätze, eine Zweifachsporthalle mit Tribünen und eine Schützenhalle.

## Vereine
In Bredenborn gibt es ein aktives Vereinsleben. Die wichtigsten Vereine sind der Heimatschutzverein und der Sportverein SV 1921 Germania Bredenborn. Seit 2022 kümmert sich ein Verein „Heimatstube e. V.“ um die Dokumentation der Geschichte des Ortes und unterhält im früheren Verkaufsraum der Bäckerei Münster eine kleine Ausstellung.

## Wirtschaft
Seit den 1970er Jahren hat sich ein zusammenhängendes Gewerbegebiet im Osten Bredenborns mit zwanzig Betrieben entwickelt. Neben den Handwerksbetrieben und einem Autohaus existieren noch rund zehn landwirtschaftliche Vollerwerbsbetriebe. Die 1881 gegründete Bäckerei Krome mit rund 130 Mitarbeitern ist mit mehreren Filialen im Umkreis im Ort ansässig sowie die floWlogitech Förderelemente GmbH, ein Hersteller und Zulieferer von Tragrollen, Riemen und Kupplungen. In zwei Energieparks stehen derzeit 19 Windkrafträder und zwei Freiland-Photovoltaikanlagen.

## Persönlichkeiten
- Josef Golüke (1894–1960), Politiker (ZENTRUM, CDU) und Landtagsabgeordneter
- Ewald Grothe (* 1961), Historiker, Professor an der Bergischen Universität Wuppertal und Leiter des Archivs des Liberalismus